# Czarnomordy
Czarnomordy – dawna wieś. Tereny, na których była położona, leżą obecnie na Białorusi, w obwodzie witebskim, w rejonie brasławskim, w sielsowiecie Plusy.
Dawna nazwa wsi to Czernomordy.

## Historia
W czasach zaborów folwark leżała w granicach Imperium Rosyjskiego.
W latach 1921–1945 folwark leżał w Polsce, w województwie nowogródzkim (od 1926 w województwie wileńskim), w powiecie brasławskim, w gminie Słobódka a następnie w gminie Plusy.
Według Powszechnego Spisu Ludności z 1921 roku zamieszkiwało tu 55 osób, wszystkie były wyznania rzymskokatolickiego i zadeklarowały polską przynależność narodową. Były tu 9 budynków mieszkalnych. W 1931 w 10 domach zamieszkiwały 52 osoby.
Wierni należeli do parafii rzymskokatolickiej w Plusach. Miejscowość podlegała pod Sąd Grodzki w Brasławiu i Okręgowy w Wilnie; właściwy urząd pocztowy mieścił się w Plusach.